# Стреппони, Джузеппина
Клелия Мария Жозефа (Джузеппина) Стреппони (итал. Clelia Maria Josepha (Giuseppina) Strepponi; 8 сентября 1815 — 14 ноября 1897) — известная итальянская оперная певица-сопрано XIX века; спутница жизни, позднее вторая жена композитора Джузеппе Верди.
Талант певицы наиболее известен по её бельканто-ролям в операх Винченцо Беллини, Гаэтано Доницетти и Джоакино Россини, зачастую в партнёрстве с тенором Наполеоне Мориани и баритоном Джорджо Ронкони. Заглавная роль в опере Доницетти «Аделия, или дочь стрелка» была написана специально для Стреппони. Её характеризовали как исполнительницу «с прозрачным, мягким и проникновенным голосом, хорошей игрой и приятной фигурой; с великолепной техникой в дополнение к большому природному дару», вкладывающую «глубокое внутреннее чувство».
Джузеппина Стреппони исполняла главные партии в ряде ранних опер Верди, в частности, роль Абигайль в премьерном представлении «Набукко» в 1842 году, и считается основной вдохновительницей их успеха.

## Биография
Джузеппина Стреппони родилась в Лоди, Ломбардия, старшей дочерью в семье Феличиано (по другим источникам — Федерико) Стреппони (1797—1832), оперного композитора и органиста и капельмейстера кафедрального собора Св. Иоанна в Монца. Получила стартовое музыкальное образование от отца, который сосредотачивался, в основном, на обучении её игре на фортепиано. После смерти отца от энцефалита в 1832 году училась пению и фортепиано в Миланской консерватории, где в год выпуска (1834) получила первый приз за исполнение бельканто.
Профессионально-сценический дебют Стреппони состоялся в декабре 1834 в роли Адрии в опере Луиджи Риччи «Клара Розенберг» в миланском Teatro Orfeo. Первый большой успех приходит к ней ближайшей весной в заглавной партии оперы Россини «Матильда ди Шабран, или Красота и Железное Сердце» в Teatro Grande в Триесте. Популярность позволяет ей заключить ряд ангажементов с крупными оперными театрами по всей Италии. Летом 1835 Джузеппина отправляется в Австрию, где выступает в ролях Адальджизы и Амины в «Норме» и «Сомнамбуле» Беллини в венском «Кернтнертор-театре» и высоко превозносится как аудиторией, так и критиками. Несмотря на большой талант, эта австрийская поездка остаётся её единственными гастролями вне Италии.
Вскоре после возвращения в Италию в 1836 г. у Стреппони начинается любовная связь с партнёром по сцене тенором Наполеоне Мориани; позднее Джузеппина оставляет его ради антрепренёра «Ла Скала» Бартоломео Мерелли. Ни одна из этих связей не длится дольше нескольких лет, однако они приносят актрисе трёх внебрачных детей.
В течение второй половины 1830-х годов Стреппони становится настоящей звездой оперы, представления которой по всей Италии встречали фанатический энтузиазм. В 1836 г. она исполняет в венецианском «Ла Фениче» партию Нинетты в «Сороке-воровке» Россини, заглавную роль в его же «Золушке» и Эльвиру в «Пуританах» Беллини. В следующем году она продолжала петь Эльвиру, а также исполнила роль Элены в «Марино Фальеро» Гаэтано Доницетти и заглавную роль в его «Лючии ди Ламмермур» в Общественном театре Болоньи. В 1838 г. Стреппони поёт заглавные партии «Марии ди Руденц» Доницетти, «Беатриче ди Тенда» Беллини и «Екатерине де Гиз» Карло Кочча в Imperial Regio Teatro degli Avvalorati в Ливорно.
В 1839 г. происходит дебют Джузеппины Стреппони в «Ла Скала» и одновременно её знакомство с Джузеппе Верди — она заменяет Антониетту Марини-Райньери, сочтённую неподходящей исполнительницей для роли Леоноры в первой постановке первой оперы Верди «Оберто, граф ди Сан-Бонифачо». Исполнение Стреппони считается одной из сильных сторон этой постановки и одной из главных причин хорошего приёма оперы зрителями.
Другие значительные роли Стреппони конца 1830-х включают Элаизу в «Клятве» Саверио Меркаданте, Адину в «Любовном напитке» Доницетти и Сандрину в Un’avventura di Scaramuccia Луиджи Риччи.
Стреппони остаётся высокопопулярной и в начале 1840-х годов. Из её значимых партий отмечают, в частности, заглавную роль в «Аделии», написанную Доницетти специально под неё и исполненную певицей в 1841 в римском Teatro Apollo. За ней последовала встретившая шумный восторг критиков роль Абигайль в мировой премьере «Набукко» Верди в «Ла Скала» в 1842 г.; в последующем году исполнение было неоднократно повторено в различных театрах Италии, включая Королевский Театр в Парме и Общественный Театр в Болонье, что существенно добавило известности и популярности опере и её автору. Также в 1843 актриса исполняет в Болонье роли королевы Елизаветы в «Роберто Деверё» Доницетти и Имоджене в «Пирате» Беллини.
Другие значительные работы Стреппони в первой половине 1840-х годов включали главные роли в «Норме» Беллини (одну из труднейших бельканто-партий в репертуаре сопрано) и «Саффо» Джованни Пачини, а также партию вдовы дель Поджо в «Короле на час» Верди.

### Завершение сценической карьеры и союз с Верди
В 1844 г. Джузеппина Стреппони начинает испытывать серьёзные проблемы с голосом, вероятно, вызванные напряжённым графиком выступлений. Апогей наступает в 1845 году, когда певицу освистывают на гастролях в Палермо. Голос так никогда полностью и не восстановился; Джузеппина лишь иногда появляется на сцене (большей частью в операх Верди, в частности, в ролях Эльвиры в «Эрнани» и Лукреции Контарини в «Двоих Фоскари» и выходит в отставку в феврале 1846 года.
В октябре 1846 Стреппони переезжает в Париж, где зарабатывает уроками пения; она ещё единожды появляется на сцене в парижском театре итальянской комедии, однако не встречает хорошего приёма.
Возлюбленная создаёт домашний очаг, в котором Верди чувствует себя деспотичным хозяином. С Джузеппиной маэстро мог быть самим собой, она стала для него совершенно необходимой. Но о браке речи не идёт. После потери жены слово «семья» внушает Верди страх.
Верди приезжает во Францию навестить её летом 1847 года и становится её спутником до конца жизни, хотя формально брак между Джузеппе Верди и Джузеппиной Стреппони был оформлен только в 1859 в Женеве. Джузеппина проводит оставшуюся часть своей жизни, поддерживая и вдохновляя мужа в его творческой карьере, вплоть до своей смерти в их усадьбе Sant’Agata близ Буссето в 1897.

## Образ Джузеппины Стреппони в современной культуре
Джузеппина Стреппони является одним из главных действующих лиц:
- Мини-сериала режиссёра Ренато Кастеллани «Жизнь Джузеппе Верди» (1982), посвящённого жизни, любви и творчеству Верди. Роль Джузеппины сыграла итальянская балерина и актриса Карла Фраччи.
- Музыкальной пьесы Джулиана Митчелла[англ.] After Aida (1985), посвящённой жизни Верди и его творчеству после 1879 года.
- Мини-оперы Risorgimento! итальянского композитора Лоренцо Ферреро[англ.] (2010).